# Draudtia
Draudtia là một chi bướm đêm thuộc họ Noctuidae.

## Former species
- Draudtia andrena (Smith, 1911)
- Draudtia begallo (Barnes, 1905)
- Draudtia egestis (Smith, 1894)
- Draudtia funeralis (Hill, 1924)
- Draudtia ignota (Barnes & Benjamin, 1924)
- Draudtia leucorena (Smith, 1900)
- Draudtia lunata (Barnes & McDunnough, 1916)
- Draudtia morsa (Smith, 1907)
- Draudtia revellata (Barnes & Benjamin, 1924)